# Thalamita koepangensis
Thalamita koepangensis is een krabbensoort uit de familie van de Portunidae. De wetenschappelijke naam van de soort is voor het eerst geldig gepubliceerd in 1975 door Stephenson.